# Fiscornio (instrumento de la cobla)
Aunque el término catalán fiscorn puede referirse al fliscorno en general y al fliscorno soprano en particular, en Cataluña se emplea hoy en día para designar un instrumento de la cobla catalana.
Se trata de un instrumento de metal, es decir: con embocadura de boquilla; cuenta con válvulas y el tubo es cónico, pertenece a la familia instrumental de los saxhornos, y tiene la campana mirando adelante. En todo eso es como el fliscorno habitual, pero a diferencia de éste, que es de tesitura soprano y está afinado en Si bemol, el fiscornio de la cobla es un saxhorno barítono afinado en Do.

## Historia

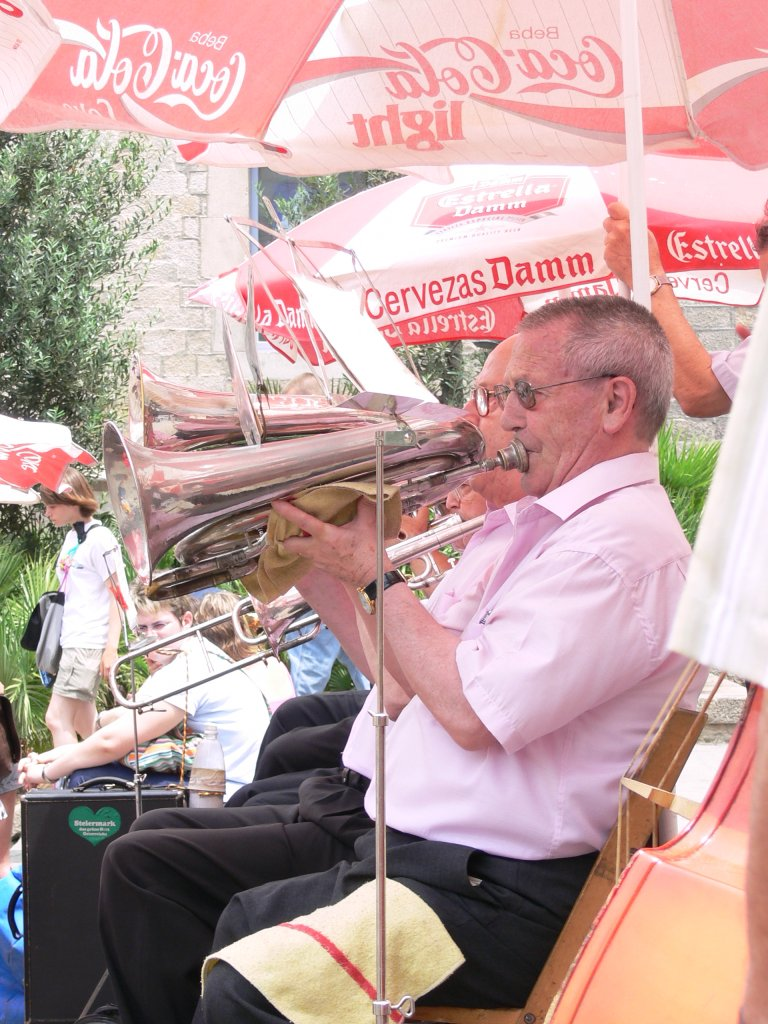
Plaza de la Catedral de Barcelona: Músico de la Cobla Popular en una sesión de baile.

Empleado en su origen por bandas de polca en Alemania y en Checoslovaquia, así como por bandas militares en Italia, ha ido dejando de usarse en esas tierras y ha continuado su historia en Cataluña. En virtud de su fascinante timbre de carácter recogido (es decir: con poca intensidad en los armónicos redundantes), pero con cuerpo, y buen volumen y efectivo en la masa instrumental dada su construcción con la campana mirando adelante, ha sido preferido en la sección de metal a otros instrumentos graves de válvulas, y así se convirtió muy pronto en un instrumento emblemático de la cobla, junto con la tenora y el tible.
Si bien ha ido siendo apartado en el ámbito internacional de la mayoría de las agrupaciones por cuestiones de entonación, su poderoso sonido de tesitura de barítono no tiene par entre los instrumentos de metal, salvo tal vez el bombardino barítono, no obstante tener éste la campana orientada arriba. La cobla La Principal d'Ámsterdam, que al parecer es la única que hay fuera de Cataluña, emplea bombardino barítono en lugar de fiscornio. Los otros instrumentos similares, como el bombardino y el saxhorno barítono, quedan ahogados en la música al aire libre por el fuerte sonido de la tenora, el tible, la trompeta y el trombón de válvulas en Do de la cobla. 
Hoy en día, en Cataluña se emplea el fiscornio, además de en las coblas, en grupos de música tradicional.
Hace algunos años, la popular Banda de Cornetas y Tambores "Stmo. Cristo de las Tres Caídas" de la Hermandad de la Esperanza de Triana, los introdujo como parte de su instrumental, añadiendo esas voces barítonas a la melodía, que tanto agradece este tipo de música procesional.
Gracias a su Director, José Julio Vera Cuder, que puso de moda en este tipo de Bandas este popular instrumento, la Banda de las Cigarreras introdujo más tarde las Tubas, Trombones y Bombardino como parte de las Bandas de Cornetas y Tambores.

## Adquisición y aprendizaje
Como segundo instrumento, suele ser empleado por trombonistas, pero por su constitución cónica pueden aprender con facilidad a tocarlo los intérpretes de bombardino y de tuba.
Hasta hace poco, el mundo del fiscornio en Cataluña se hallaba en una situación precaria. Para adquirir uno había las siguientes opciones: comprar uno viejo, o uno de la marca August (que están afinados, pero no tienen muy buen sonido), o bien un Rampone o un Consolat de Mar (que están desafinados y además tienen un sonido bastante malo). Ya se estaba dejando de fabricar este instrumento, pero recientemente, entre otros intentos de variada suerte, el constructor alemán J. Voigt comenzó a hacer reproducciones del fiscornio Omniphon, una marca del siglo pasado, y ahora pueden adquirirse fiscornios nuevos, con un sonido aceptable y bien afinados.
Se pueden seguir cursos oficiales de fiscornio como instrumento principal en diversos lugares de la Cataluña ibérica y de la transpirenaica, pero principalmente en Barcelona (Escuela Superior de Música de Cataluña) , en Perpiñán (Conservatoire à rayonnement régional - CRR) y en Gerona (Conservatorio de Música de Gerona).